# 尾張女王
尾張女王（おわりじょおう/おわりのおおきみ、生年不詳 - 延暦23年（804年）?）は、奈良時代の皇族。天智天皇の曾孫で、湯原王の娘。光仁天皇の宮人。位階は従四位上。

## 経歴
父の兄弟である白壁王（後の光仁天皇）の妃となり、天平勝宝3年（751年）に薭田親王を産む。宝亀元年（770年）夫・光仁天皇の即位に伴って、春日宮御宇天皇（志貴皇子）の皇孫として二世王待遇となり、无位から従四位下に直叙される。宝亀4年（773年）皇太子であった他戸親王が廃されると、母親が皇族出身であるとして薭田親王も皇嗣候補に推挙されるが、結局母親が皇族でない山部親王（後の桓武天皇）が皇太子に冊立される。
天応元年（781年）4月に桓武天皇が即位すると、同年12月に薭田親王は没してしまう。延暦2年（783年）同じく志貴皇子の孫である飽波女王とともに従四位上に叙せられる。桓武朝末の延暦23年（804年）8月に、同年4月に没した贈大納言・和家麻呂とともに度者2人を贈られていることから、これより少し前に没したか。

## 官歴
『六国史』による
- 宝亀元年（770年） 11月6日：従四位下（直叙）
- 延暦2年（783年） 2月5日：従四位上
- 延暦23年（804年） 8月11日：賜度者2人